# Patkul (Adelsgeschlecht)

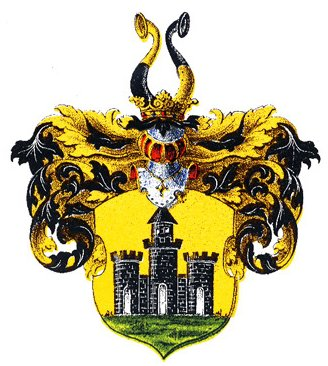
Wappen derer von Patkul im Baltischen Wappenbuch

Patkul (russisch Паткуль) ist der Name eines deutsch-baltischen Adelsgeschlechts.

## Geschichte
Die Familie Patkul wird dem Livländischen Uradel zugerechnet und erscheint erstmals urkundlich mit Andreas Patkulle, Vasall des Deutschen Ordens am 10. Januar 1385. Der Beitritt zum schwedischen Adel erfolgte 1635, die Hebung in den schwedischen Freiherrenstand im Jahre 1716 († 1723). Die Familie war in allen vier Baltischen Ritterschaften immatrikuliert. Rutger Andreas Patkul war 1718 Landrentmeister von Over-Yssel, ob dieser in Holland Nachfahren hatte, ist der historischen Literatur nicht zu entnehmen. Die Familie blühte später hin in Russland.

## Wappen
Stammwappen: Der Schild zeigt auf Golden Grund nebeneinander drei schwarze Türme, von denen der Mittlere die anderen überragt. Auf dem Helm mit schwarz-goldenen Decken: zwei von Gold und Schwarz übereck geteilte Büffelhörner.

## Personen
- Johann Reinhold von Patkul (1660–1707), livländischer und sächsischer Staatsmann
- Georg Reinhold von Patkul (1657–1723), schwedischer Generalmajor
- Gustav Magnus von Patkul (1668–1723), livländischer Landrat
- Gustav Heinrich von Patkul (1698–1778), livländischer Landmarschall und Landrat
- Johann Jakob von Patkul (1757–1811), Estländischer Gouvernements-Adelsmarschall
- Woldemar von Patkul (1782–1855), russischer General der Infanterie
- Rudolph von Patkul (1800–1856), Ritterschaftshauptmann der Estländischen Ritterschaft
- Alexander von Patkul (1817–1877), russischer General der Infanterie